# عائشة أصبان
عائشة أصبان هي ممثلة مغربية من مواليد سنة 1988 بالرباط.

## مسيرتها
درست بكالوريا آداب و علوم إنسانية، منذ الصغر قامت ببطولة عدة مسرحيات و شاركت في عدة ملتقيات وطنية ودولية لمسرح الطفل والشباب، وحازت على عدة جوائز وطنية في الشعر والمسرح، وهي عضوة في عدة جمعيات و نوادي مهتمة بالمسرح والسينما بتطوان وطنجة.
من أعمالها المسرحية: مسرحية الضمير الميت، بغداد تؤجل عرسها، الأعمدة المنكسرة، الدراجة، أبواب موصدة، النشرة الجوية، لاعب البراغيث. 
كما شاركت في أفلام مغربية طويلة و قصيرة متعددة، مثل أولاد البلاد والزمان العاكر.
شاركت في عدة ملتقيات دولية ووطنية سينمائية و مسرحية وساهمت في العديد من المهرجانات السينمائية بتقديم لوحات استعراضية تعبيرية، وقامت بتأليف واخراج مسرحيات للأطفال، كما ألّفت ديوان شعري تحت عنوان «نبضات قلب حزين».

## روابط خارجية
- عائشة أصبان على موقع السينما.كوم